# Свидетели (фильм, 2007)
«Свидетели» (англ. Les témoins) — драма французского режиссёра Андре Тешине.

## Сюжет
События в фильме охватывают промежуток времени с июля 1984 по июль 1985 года. Пятидесятилетний Адриан, врач из Парижа, встречает провинциального паренька-гея Ману, который живёт со своей сестрой, оперной певицей. Мужчина влюбляется в юношу. Он предлагает ему совместное проживание, но их отношения не выходят за рамки платонических. Спустя некоторое время случай сводит Ману с офицером парижской полиции нравов, арабом по имени Мехди. У Мехди есть жена и сын, которых он очень любит. Однако это не мешает Мехди начать тайные сексуальные отношения с Ману, который вскоре заболевает СПИДом и умирает.

## В ролях
| Актёр            | Роль   |
| ---------------- | ------ |
| Сами Буажила     | Мехди  |
| Мишель Блан      | Адриан |
| Эммануэль Беар   | Сара   |
| Жюли Депардье    | Жюли   |
| Жоан Либеро      | Ману   |
| Лоренцо Балдуччи | Стив   |

## Награды
Призы и премии, на которые номинировался фильм:
«Берлинале»
- Номинация: Золотой медведь (Андре Тешине)

Премия «Сезар»
- Награда : Лучшая мужская роль — роль второго плана (Сами Буажила)
- Номинация: Лучшая мужская роль — (Мишель Блан)
- Номинация: Лучший режиссёр (Андре Тешине)
- Номинация: Самый многообещающий актёр (Жоан Либеро)